# 被保険者の変更
被保険者の変更（ひほけんしゃのへんこう）とは、保険契約の当事者である被保険者を、保険期間の中途で変更することをいう。
物保険や自動車保険の場合は、家屋、車両などが保険の対象物であり、その持ち主は物の売買等により変更することが多く、被保険者の変更によるリスクの変動は比較的少ないので、持ち主の変更に伴い、被保険者の変更が認められる。他方、傷害保険や賠償責任保険では、保険会社の記名被保険者自身に対する信用を前提としており、単なる名称変更など同一性が保持される例を除き、記名被保険者の変更は原則として保険会社は認めないことが多い。